# Lythrum junceum
Lythrum junceum é uma espécie de planta com flor pertencente à família Lythraceae.
A autoridade científica da espécie é Banks & Sol., tendo sido publicada em Russell, Aleppo, ed. II. ii. 253.

## Portugal
Trata-se de uma espécie presente no território português, nomeadamente em Portugal Continental, Arquipélago dos Açores e Arquipélago da Madeira.
Em termos de naturalidade é nativa das três regiões atrás indicadas.

## Protecção
Não se encontra protegida por legislação portuguesa ou da Comunidade Europeia.